# Толстоголовка сельская
Толстоголовка сельская, или толстоголовка жёлтая, или жёлто-охристая бронзовокрылка, или толстоголовка западная лесная, или толстоголовка лесная (лат. Thymelicus sylvestris) — бабочка из семейства толстоголовок.

## Этимология названия

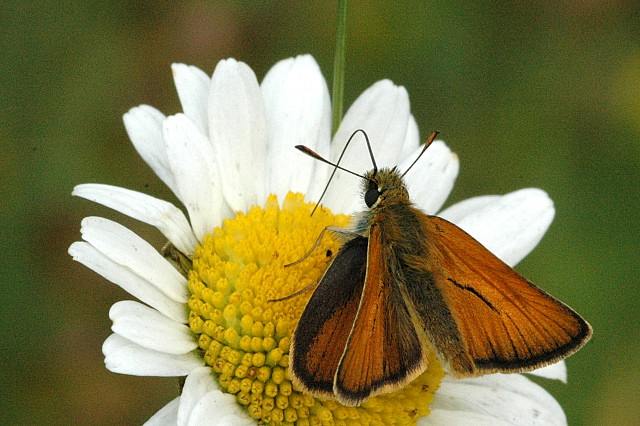
Самец

Silva (с латинского) — лес, sylvestris — лесной.

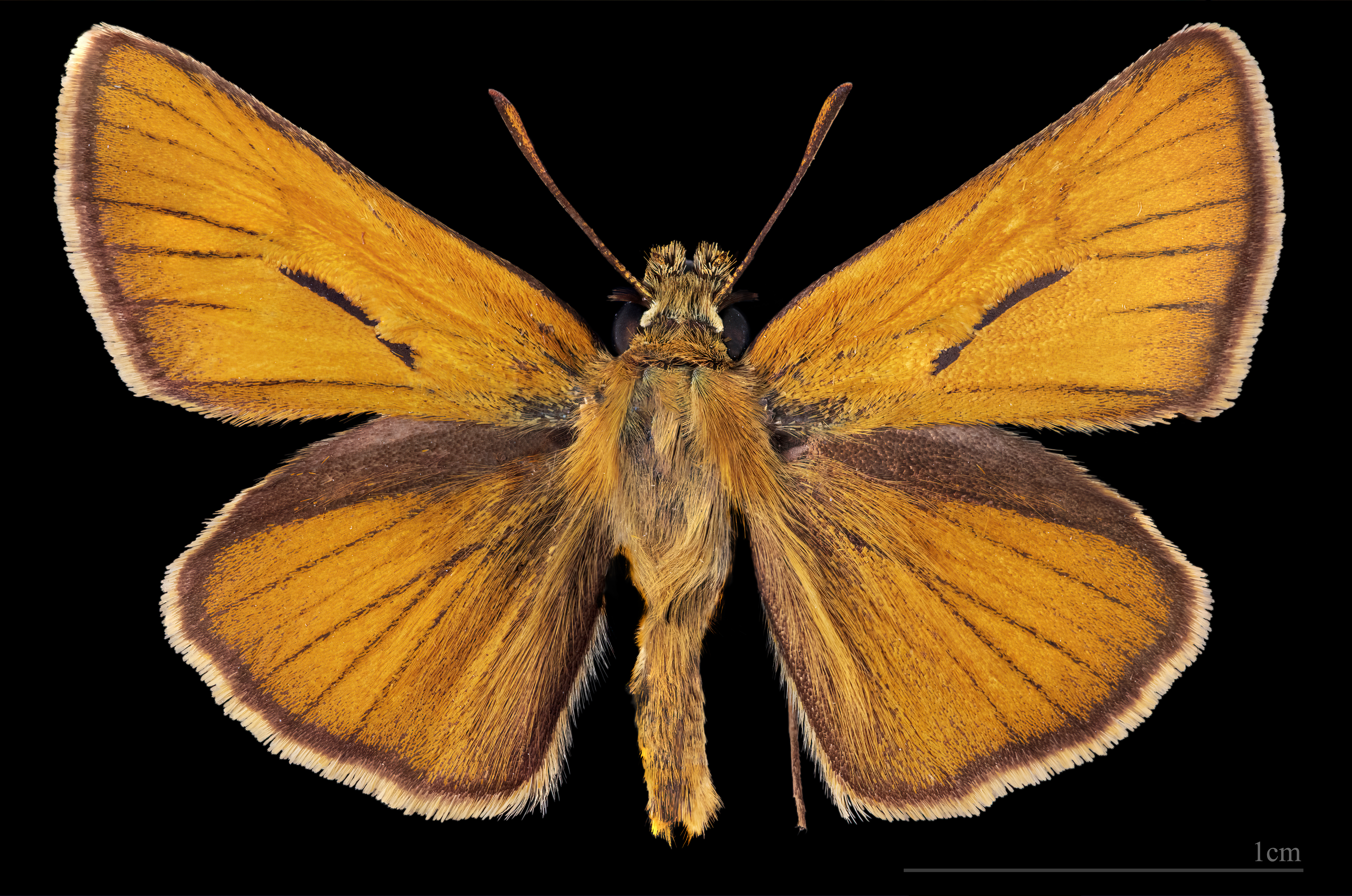
Thymelicus sylvestris ♂
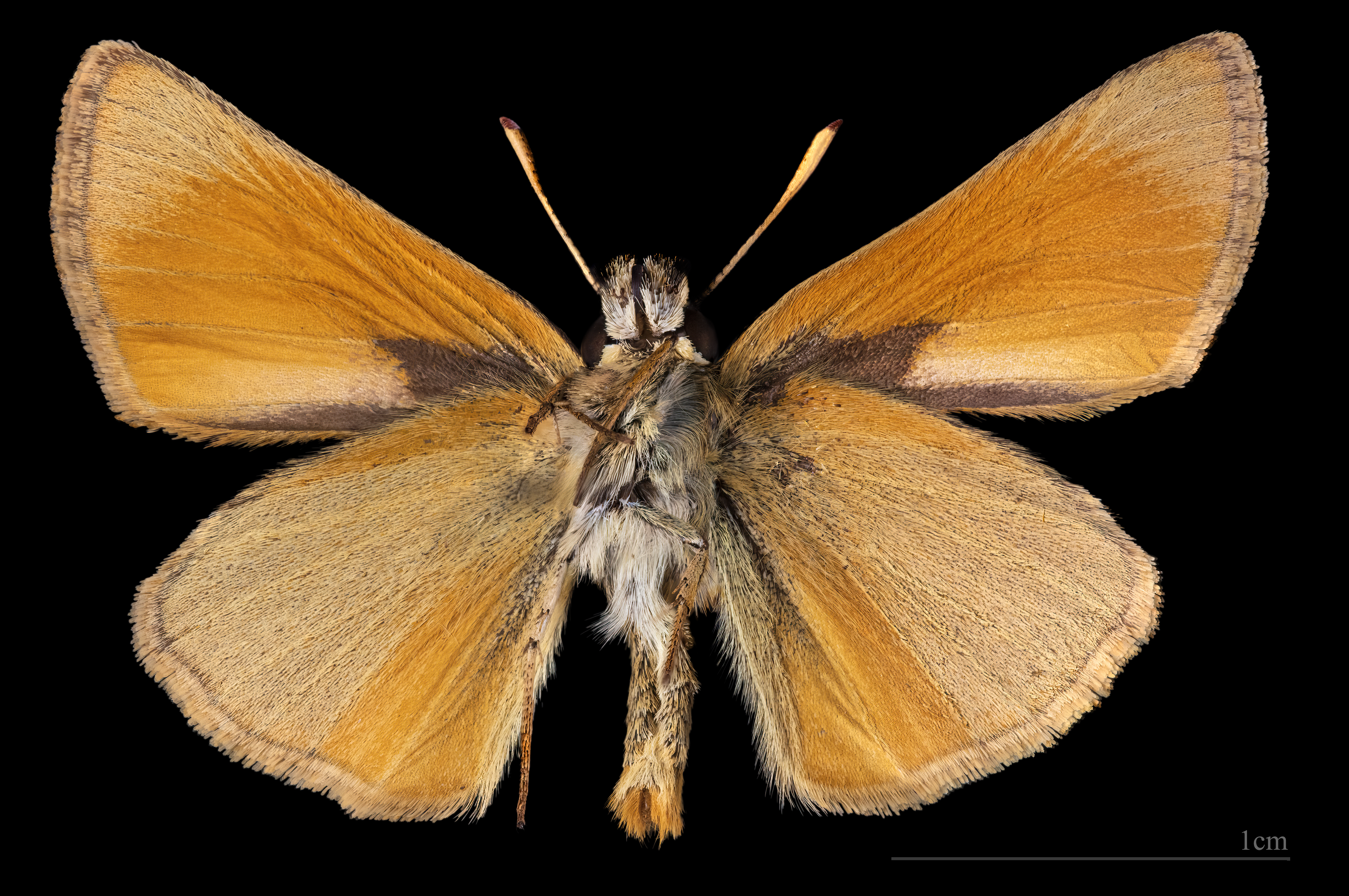
♂ △

## Ареал
Северная Африка, Европа, Крым, Передняя Азия, Средний и Южный Урал.
Встречается на всей территории Восточной Европы, кроме северной тайги, территории лесотундры и тундры европейской России и Скандинавии. На юг ареал достигает Северного Кавказа.
На территории Украины вид широко распространён в лесной и лесостепной зонах, в степной зоне становится редким и локальным и, вероятно, полностью или почти полностью исчезает в среднестепной и сухостепной подзонах.
Локально встречается во многих местах на юге Крымского полуострова.
Бабочки населяют лесные опушки, поляны, открытые травянистые участки, степи, остепнённые склоны, обочины дорог, луга, а также встречаются по берегам рек. На Кавказе населяют горные и пойменные луга, опушки лесов на высоте до 2400 метров над ур. м.

## Биология

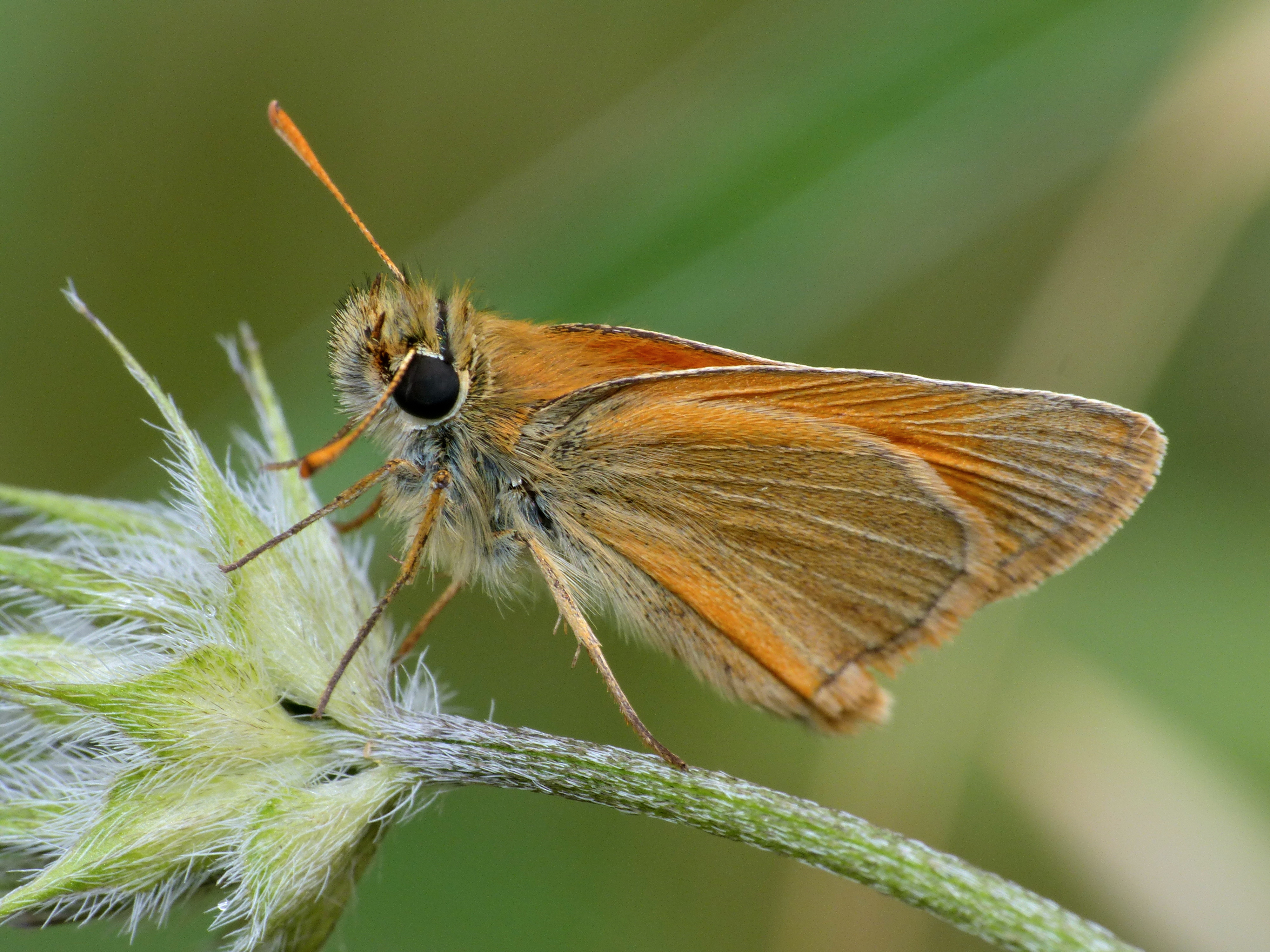

Развивается в одном поколении за год. Время лёта бабочек — с первой декады июня до второй декады августа. Бабочки кормятся нектаром цветков различных травянистых растений.
Самки откладывают яйца поштучно во влагалище верхнего листа злака с развившимся колосом. При этом самка долго подбирает подходящее растение, перелетая с одного злака на другой. В кладке может быть от четырёх до 20 яиц. Яйца светло-жёлтые. Гусеницы питаются на следуюих кормовых растениях: коротконожка, вейник седеющий, вейник, овсяница, бухарник, тимофеевка луговая. Гусеницы поселяются в свёрнутых шелковиной листьях, зимуют и в конце мая окукливаются. Куколка живёт в лёгком коконе из свернутых листьев. Стадия куколки продолжается около 14 дней.